# P. T. Usha
Pilavullakandi Thekkeparambil Usha, souvent abrégé P. T. Usha (née le 27 juin 1964 à Payyoli, Calicut au Kerala) est une athlète indienne, spécialiste du sprint, du 400 m et du 400 m haies. Elle est considérée comme la plus importante athlète indienne de tous les temps, avec 101 médailles officielles en compétition.

## Biographie

### Palmarès
| Date | Compétition                | Lieu        | Résultat | Épreuve     | Performance   |
| ---- | -------------------------- | ----------- | -------- | ----------- | ------------- |
| 1982 | Jeux asiatiques            | New Delhi   | 2e       | 100 m       | 11 s 95       |
| 1982 | Jeux asiatiques            | New Delhi   | 2e       | 200 m       | 24 s 32       |
| 1983 | Championnats d'Asie        | Koweït      | 2e       | 200 m       | 24 s 68       |
| 1983 | Championnats d'Asie        | Koweït      | 1re      | 400 m       | 54 s 20       |
| 1984 | Jeux olympiques            | Los Angeles | 4e       | 400 m haies | 55 s 42       |
| 1984 | Jeux olympiques            | Los Angeles | 7e       | 4 x 400 m   | 3 min 32 s 49 |
| 1985 | Championnats d'Asie        | Djakarta    | 1re      | 100 m       | 11 s 64       |
| 1985 | Championnats d'Asie        | Djakarta    | 1re      | 200 m       | 23 s 05       |
| 1985 | Championnats d'Asie        | Djakarta    | 1re      | 400 m       | 52 s 62       |
| 1985 | Championnats d'Asie        | Djakarta    | 1re      | 400 m haies | 56 s 64       |
| 1985 | Championnats d'Asie        | Djakarta    | 3e       | 4 × 100 m   | 45 s 22       |
| 1985 | Championnats d'Asie        | Djakarta    | 1re      | 4 × 400 m   | 3 min 34 s 10 |
| 1985 | Coupe du monde des nations | Canberra    | 7e       | 400 m       | 51 s 61       |
| 1985 | Coupe du monde des nations | Canberra    | 5e       | 400 m haies | 56 s 35       |
| 1986 | Jeux asiatiques            | Séoul       | 2e       | 100 m       | 11 s 67       |
| 1986 | Jeux asiatiques            | Séoul       | 1re      | 200 m       | 23 s 44       |
| 1986 | Jeux asiatiques            | Séoul       | 1re      | 400 m       | 52 s 16       |
| 1986 | Jeux asiatiques            | Séoul       | 1re      | 400 m haies | 56 s 08       |
| 1986 | Jeux asiatiques            | Séoul       | 1re      | 4 × 400 m   | 3 min 34 s 58 |
| 1987 | Championnats d'Asie        | Singapour   | 2e       | 100 m       | 11 s 74       |
| 1987 | Championnats d'Asie        | Singapour   | 1re      | 400 m       | 52 s 31       |
| 1987 | Championnats d'Asie        | Singapour   | 1re      | 400 m haies | 56 s 48       |
| 1987 | Championnats d'Asie        | Singapour   | 2e       | 4 × 100 m   | 45 s 49       |
| 1987 | Championnats d'Asie        | Singapour   | 1re      | 4 × 400 m   | 3 min 34 s 50 |
| 1989 | Championnats d'Asie        | New Delhi   | 2e       | 100 m       | 11 s 74       |
| 1989 | Championnats d'Asie        | New Delhi   | 1re      | 200 m       | 23 s 27       |
| 1989 | Championnats d'Asie        | New Delhi   | 1re      | 400 m       | 51 s 90       |
| 1989 | Championnats d'Asie        | New Delhi   | 1re      | 400 m haies | 56 s 14       |
| 1989 | Championnats d'Asie        | New Delhi   | 2e       | 4 × 100 m   | 44 s 99       |
| 1989 | Championnats d'Asie        | New Delhi   | 1re      | 4 × 400 m   | 3 min 32 s 95 |
| 1990 | Jeux asiatiques            | Pékin       | 2e       | 400 m       | 52 s 86       |
| 1990 | Jeux asiatiques            | Pékin       | 2e       | 4 × 100 m   | 44 s 99       |
| 1990 | Jeux asiatiques            | Pékin       | 2e       | 4 × 400 m   | 3 min 38 s 45 |
| 1998 | Championnats d'Asie        | Fukuoka     | 3e       | 200 m       | 23 s 27       |
| 1998 | Championnats d'Asie        | Fukuoka     | 3e       | 400 m       | 52 s 55       |
| 1998 | Championnats d'Asie        | Fukuoka     | 1re      | 4 × 100 m   | 44 s 43       |
| 1998 | Championnats d'Asie        | Fukuoka     | 2e       | 4 × 400 m   | 3 min 34 s 04 |

### Records
| Épreuve          | Performance | Lieu        | Date              |
| ---------------- | ----------- | ----------- | ----------------- |
| 100 mètres       | 11 s 39     | Jakarta     | 25 septembre 1985 |
| 200 mètres       | 23 s 25     | Lucknow     | 12 septembre 1999 |
| 400 mètres       | 51 s 61     | Canberra    | 5 octobre 1985    |
| 400 mètres haies | 55 s 42     | Los Angeles | 7 août 1984       |